# Gmina Älmhult
Gmina Älmhult (szw. Älmhults kommun) – gmina w Szwecji, w regionie administracyjnym (län) Kronoberg. Siedzibą władz gminy (centralort) jest Älmhult.

## Geografia

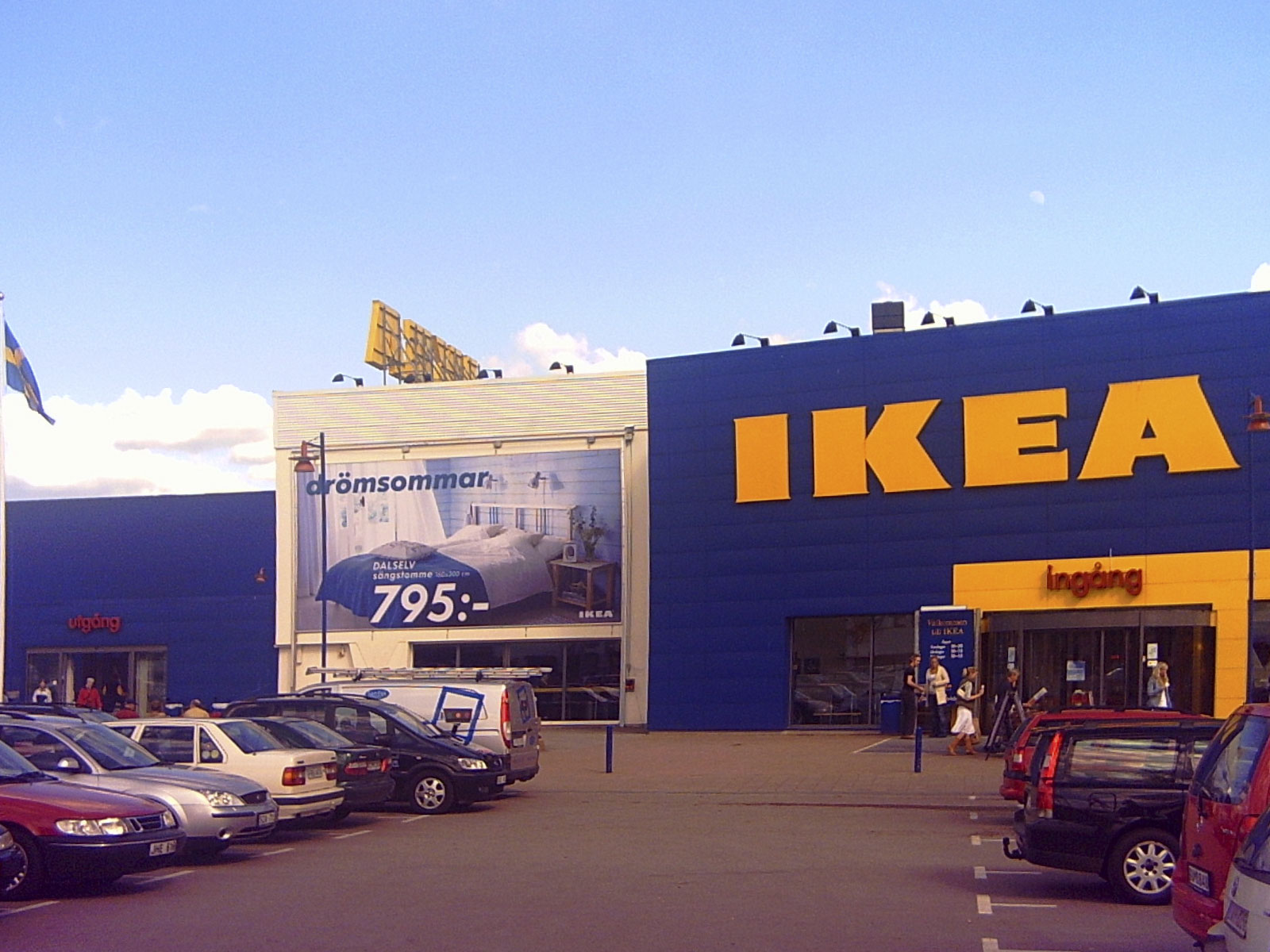
IKEA w Älmhult

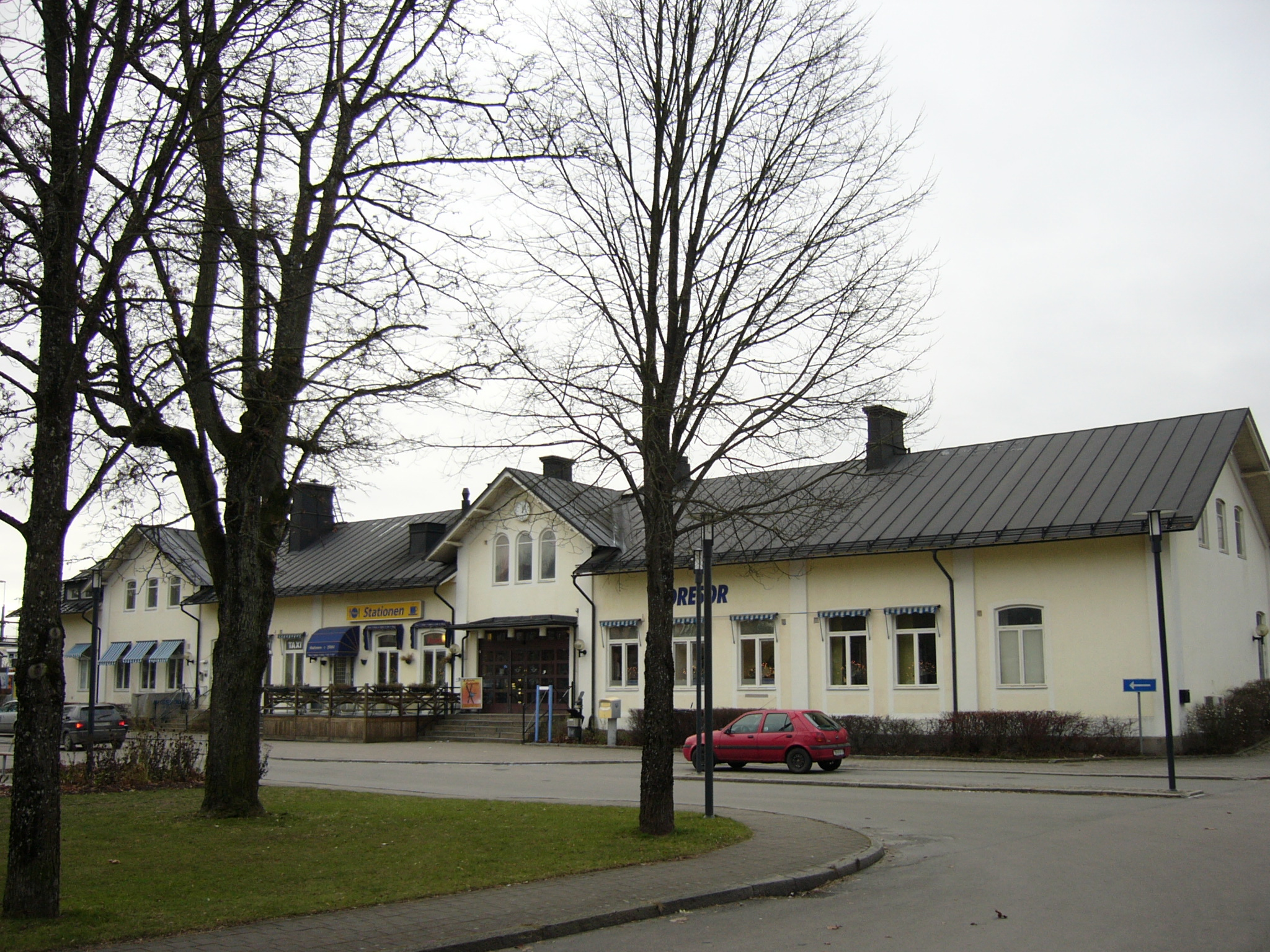
Stacja kolejowa w Älmhult

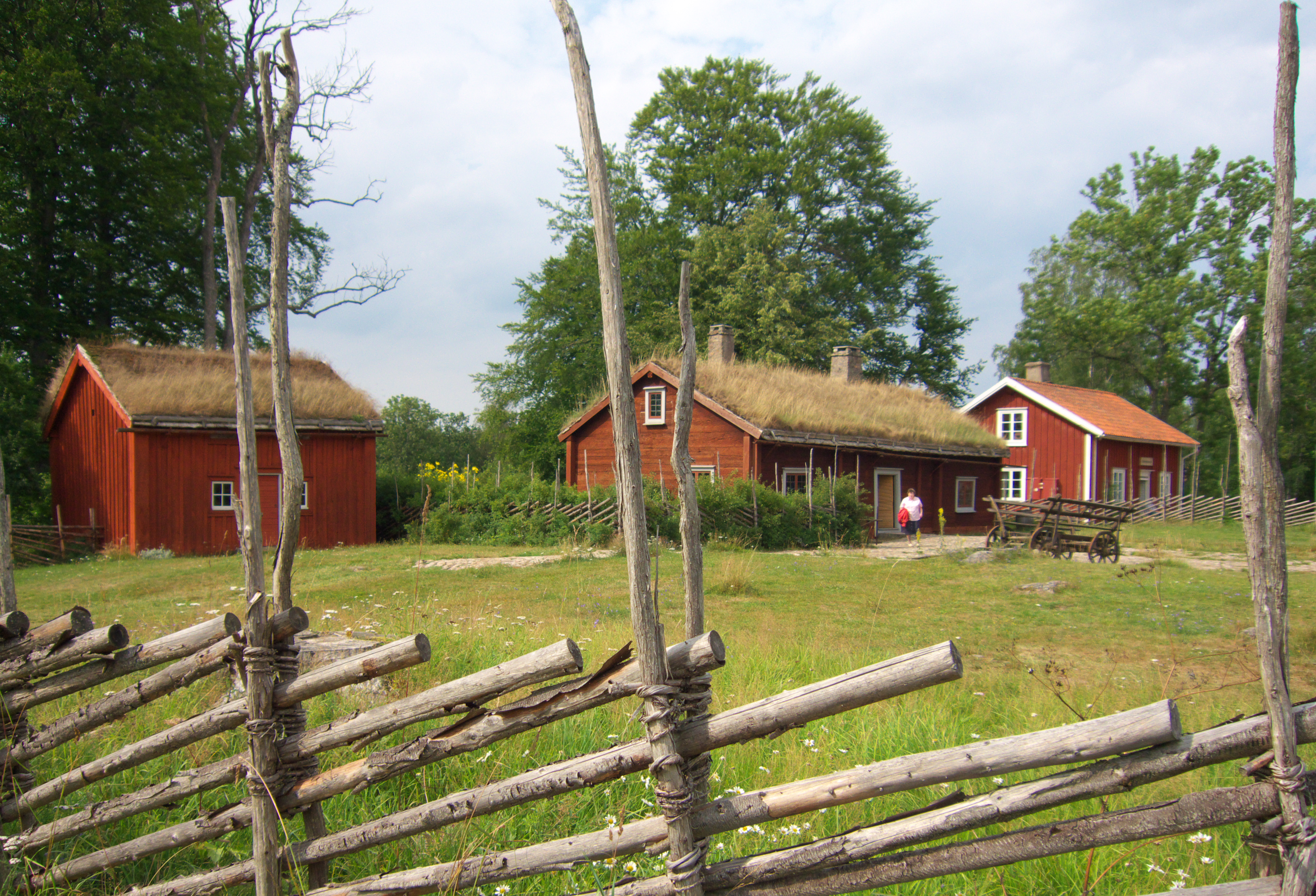
Råshult

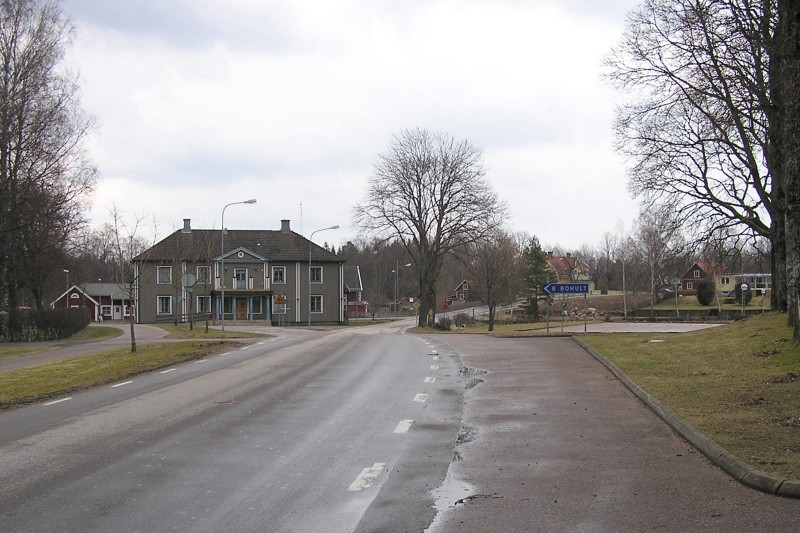
Häradsbäck (2005)

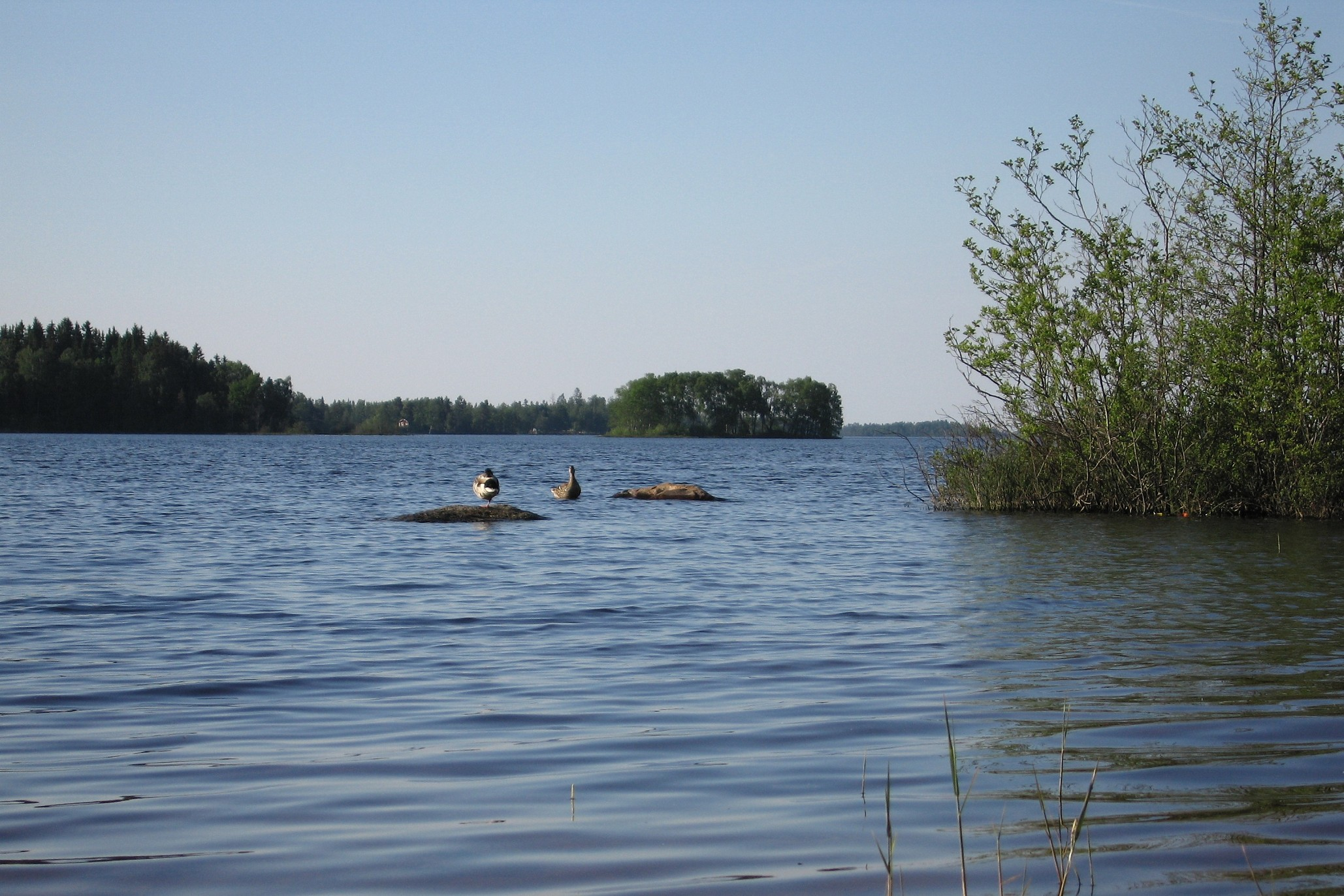
Jezioro Möckeln

Gmina Älmhult jest położona w południowo-zachodniej części prowincji historycznej (landskap) Smalandia i graniczy z gminami (w kolejności od kierunku północnego):
- Ljungby
- Alvesta
- Tingsryd
- Olofström
- Osby
- Markaryd

### Powierzchnia
Według danych pochodzących z 2016 r. całkowita powierzchnia gminy wynosi łącznie 978,22 km² (119. pod względem powierzchni z 290 gmin Szwecji), z czego:
- 890,50 km² stanowi ląd
- 87,72 km² wody śródlądowe[1].

## Demografia
31 grudnia 2015 r. gmina Älmhult liczyła 16 168 mieszkańców (140. pod względem zaludnienia), gęstość zaludnienia wynosiła 18,16 mieszkańców na km² (183. pod względem gęstości zaludnienia).
Struktura demograficzna (1 listopada 2015):
| Opis                              | Ogółem     | Ogółem     | Kobiety    | Kobiety    | Mężczyźni  | Mężczyźni  |
| --------------------------------- | ---------- | ---------- | ---------- | ---------- | ---------- | ---------- |
| jednostka                         | osób       | %          | osób       | %          | osób       | %          |
| populacja                         | 16 109     | 100        | 7947       | 49,33      | 8162       | 50,67      |
| powierzchnia                      | 978,22 km² | 978,22 km² | 978,22 km² | 978,22 km² | 978,22 km² | 978,22 km² |
| gęstość zaludnienia (mieszk./km²) | 18,09      | 18,09      |            |            |            |            |

## Miejscowości
Miejscowości (tätort) gminy Älmhult (2010):
| Lp. | Miejscowość | Liczba ludności |
| --- | ----------- | --------------- |
| 1   | Älmhult     | 8955            |
| 2   | Diö         | 910             |
| 3   | Liatorp     | 555             |
| 4   | Eneryda     | 338             |
| 5   | Delary      | 222             |

## Wybory
Wyniki wyborów do rady gminy Älmhult (kommunfullmäktige) 2014 r.:
|  | Partia                        | Liczba głosów | Zmiana liczby głosów | Procent głosów | Zmiana % | Uzyskane mandaty | Zmiana liczby mandatów |
|  | ----------------------------- | ------------- | -------------------- | -------------- | -------- | ---------------- | ---------------------- |
|  | Moderaterna                   | 1793          | –308                 | 17,95          | –3,55    | 7                | –2                     |
|  | Centerpartiet                 | 1885          | –199                 | 18,87          | –2,45    | 8                | –1                     |
|  | Folkpartiet                   | 299           | –27                  | 2,99           | –0,34    | 1                | ±0                     |
|  | Kristdemokraterna             | 478           | –45                  | 4,78           | –0,57    | 2                | ±0                     |
|  | Socialdemokraterna            | 3674          | +192                 | 36,78          | +1,15    | 15               | ±0                     |
|  | Vänsterpartiet                | 505           | +168                 | 5,06           | +1,61    | 2                | +1                     |
|  | Miljöpartiet                  | 487           | +80                  | 4,87           | +0,71    | 2                | ±0                     |
|  | Sverigedemokraterna           | 846           | +341                 | 8,47           | +3,30    | 4                | +2                     |
|  | Feministiskt initiativ        | 14            | +14                  | 0,14           |          | 0                | –                      |
|  | Pozostałe partie              | 9             |                      | 0,24           |          | 0                | –                      |
|  | Razem (frekwencja 82,66%)     | 9990          |                      | 100,0          |          | 41               | ±0                     |
|  | Źródło: Valmyndigheten (szw.) |               |                      |                |          |                  |                        |

## Współpraca zagraniczna
Miasta partnerskie gminy Älmhult (2015):
- Kurszany, Litwa
- Lapinjärvi, Finlandia
- Time, Norwegia